# 2016 год в автомобилестроении
Список событий в автомобилестроении в 2016 году.

## События

### Январь
- 4 — На продажу выставлен автомобиль Chevrolet Camaro 1967 года из фильма «Трансформеры 4: Эпоха истребления».[1]
- 5 — Министерство юстиции США подало гражданский иск к немецкому концерну Volkswagen по делу нарушения американского экологического законодательства.[2]
- 6 — Компания Bosch представила на выставке Consumer Electronics Show видение круговой цифровой панели приборов.[3]
  - Компания Kia запустила суббренд Drive Wise. Под данным суббрендом будут разрабатываться и тестироваться системы автономного управления.[4]
- 12 — Компания Toyota запатентовала дизайн обновлённой «Короллы».[5]
  - Компания Tesla ввела новую функцию для своих автомобилей. Парковка в полностбю автоматическом режиме, выезжая из гаража без участия водителя.[6]

### Февраль
- 29 — Компания Bugatti представила новую модель Chiron.[7]
  - Opel/Vauxhall Astra выиграл конкурс Автомобиль 2016 года. Это пятая победа Opel в этом соревновании[8].

### Март
- 30 — Федеральная торговая комиссия США подала иск в суд на концерн Volkswagen. Дело носит общее название «дизельный скандал».[9]

### Апрель
- 11 — Выставлен на продажу гоночный болид Формулы-1 Benetton B191B Михаэля Шумахера. Который выступал на нём в 1992 году.[10]

### Май
- 4 — Компания Hyundai получила патент на руль с сенсорными клавишами.[11]

### Июнь
- 29 — Дизайн-студией Артемия Лебедева разработала макеты знаков для беспилотных автомобилей. Новые знаки — «Внимание, на участке беспилотные транспортные средства», «Начало дорожного участка с участием беспилотного транспорта», «Конец дорожного участка с участием беспилотного транспорта».[12]
- 30 — На продажу выставлен 6-кратный чемпионом ежегодной Недели скорости, проводимой на высохшем соляном озере Бонневиль (штат Юта, США). Buick Super Riviera 1952 года по прозвищу «Bombshell Betty».[13]
  - Компания Mercedes-Benz запатентовала новую систему водяного охлаждения или нагрева шин.[14]

### Июль
- 1 — Российский союз автостраховщиков начал кампанию по переходу страховщиков ОСАГО на продажу полисов на новых бланках.[15]
- 8 — Компания Google обучила понимать прототип беспилотного автомобиля жесты велосипедистов.[16]
- 13 — Руководитель компании Aston Martin Энди Палмер объявил то, что лично проверит первые 1000 Aston Martin DB11.[17]
  - Компания Яндекс представила карту улиц на которых, происходит чаще всего эвакуация автомобилей. Данная карта представлена на «Яндекс. Картах» и «Яндекс.Навигаторе».[18]
- 15 — Исполняется 75 лет со дня начала производства модели Willys MB.[19]
- 18 — Аукцион CTS выставил на продажу автомобиль Mercedes-Benz E 55 AMG Михаэля Шумахера.[20]
  - Компания Ford инвестировала в стартап Civil Maps, который разрабатывает трёхмерных карт для машин с автономными системами управления.[21]
- 22 — Австралийская комиссия дорожно-транспортных происшествий разработала модель человека, способного выжить в ДТП.[22]
- 25 — Представлены эскизы первого варианта дизайна Bugatti Chiron.[23]
- 26 — Завершенно производство Aston Martin DB9.[24]
  - Аукционный дом Sotheby's выставил на продажу автомобиль Austin Princess Джона Леннона.[25]
- 27 — Концерн Volkswagen получил патент на торговую марку Teramont для новой модели.[26]
  - Компания Skoda установила рекорд продаж за 6 месяцев — 569 400 автомобилей.[27]
    - Компания Tesla открыла завод Gigafactory по выпуску литий-ионных аккумуляторов для автомобилей.[28]
      - Радиовещательная компания NBC Universal, Inc. выставила на продажу подлинную реплику «машины времени» из культовой серии фильмов «Back to the Future».[29]
- 30-31 — В Сочи прошла гонка Ferrari Racing Days.[30]

### Август
- 2 — Андерс Варминг бывший шеф-дизайнер марки Mini стал ответственным за разработку дизайна для будущих автомобилей бренда Borgward.[31]

### Октябрь
- 26 — Откроется ESSEN MOTOR SHOW.[32]

## События без точной даты
- В августе 2016 года будет завершено производство модели BMW E89 Z4.[33]

## Представлены новые автомобили
- январь — Faraday Future FFZERO1 Concept[34],BMW i Vision Future,BMW i8 Mirrorless[35] Interaction[36],Volkswagen BUDD-e concept[37], Kia Telluride Concept[38],Acura Precision Concept[39]
- февраль — Bugatti Chiron
- март —
- май —
- июнь — Toyota GT86 Initial D[40]
- июль — Aston Martin V12 Vantage S Spitfire 80 special edition[41], Subaru Impreza 2017[42],Kia Carens 2017[43],Hyundai Genesis G80[44],Subaru XV Hybrid tS[45],Lotus Elise Race 250[46]
- август —
- сентябрь —
- октябрь —
- ноябрь —
- декабрь —